# طيران كاليتا الرحلة 207
طيران كاليتا الرحلة 207 طائرة بوينغ 747-209F التابعة لطيران كاليتا في رحلة طيران من نيويورك إلى المنامة عبر بروكسل في 25 مايو 2008 وبينما كانت تقلع على المدرج حصل انفجار في المحركين بسبب أصطدامها بطائر عوسق وأوقفت السرعة وبدأت الطائرة تتزحزح وتحطمت مقصورة الطائرة وكانت تحمل 47 طن من الحمولة وتوقفت عند حافة مدرج المطار.